# 土城子城址
土城子城址位于河北省张家口市尚义县三工地镇，该城址的时代为南北朝，2006年5月，该城址被中华人民共和国国务院核定为第六批全国重点文物保护单位。